# Visgosse
Visgosse var ett barnvittne under de häxprocesser som hölls under det stora oväsendets tid i Sverige under senare hälften av 1600-talet. Dessa visgossar var vanligen kringstrykande, föräldralösa pojkar som såg sig en möjlighet att tjäna pengar. De kallades även "trollgossar".

## Etymologi
Pojkarna kallades för visgossar just därför att de kunde "visa" vilka kvinnor som var häxor.[källa behövs]

## Bakgrund
Under det stora oväsendet uppges rykten om häxor som rövade bort barn till Blåkulla ha spridit sig från landskap till landskap av kringvandrande tiggarpojkar, som berättade om häxor i utbyte mot mat och sedan erbjöds att peka ut nya häxor i utbyte mot mer mat; de kom att kallas visgossar och den mest kända blev Gävlepojken.
Eftersom den huvudsakliga anklagelsen mot häxor under denna tid var att de kidnappade barn som de förde med sig till Satan i Blåkulla, var vittnena oftast barn. Under häxprocesserna i Torsåker fick två visgossar stå vid kyrkporten och peka ut häxor på de kvinnor som gick in i kyrkan. Genom kringvandrande tiggarpojkar spred sig också hysterin, då föräldrar, som hört ryktena och var oroliga för sina barn, gav tiggarpojkarna mat mot att de pekade ut traktens häxor. På detta sätt kom häxprocesserna till Västerbotten och Uppland.

## Blåkulla
Barnens vittnesmål gav oftast ett liknande vittnesmål om Blåkulla: 
På Blåkulla festade man som på ett bondbröllop, man drack och åt och dansade och hade sex till ljuset av ljus som stuckit i kvinnors slidor medan Djävulen låg under bordet och skrattade så rummet dånade och helveteselden pyrde upp genom ett hål i golvet där man kunde se de pinade själarna i helvetet. Man dansade med ryggen mot varandra och gjorde allt baklänges mot hur man gjorde i verkliga livet, gifte sig med flera personer samtidigt och hade sex med Satan och djävlarna vars penisar var kalla och vars sperma var vatten och födde sedan grodor som sopades upp från golvet och maldes till smör. Då man sedan vaknade värkte kroppen, maten man åt hade försvunnit och gjort en hungrig och de gåvor man fått hade blivit spån.
Ett intressant fenomen var att barnen, förutom Satan och demoner, också sade sig ha sett änglar i Blåkulla. Vägg i vägg med Satans matsal låg änglarnas kammare Vitkulla, inredd med bänkar som i en kyrksal och helt och hållet i vitt från golv till tak, varifrån Gud i en grå kåpa och grått skägg ("precis som herr Olof i Mo") ropar till dem "Kommen hit i ären mina barn". Änglarna hade fågelklor till händer och fötter, några flög omkring och de var klädda i vitt linne, mässärkar och snäva byxor, och de slog satansmaten ur händerna på barnen, grät tårar stora som ärtor och bad dem bekänna så att häxorna kunde utrotas och sände med budskapet att människor inte skulle arbeta på torsdagskvällar, inte använda mössor med krusade tröjärmar och inte sälja tobak till överpris.
Barnen var ju inte endast offer för häxorna som tagit dem dit, i Blåkulla hade barnen också själva deltagit i sexuell synd och försvurit sig till Djävulen och ätit hans mat. Att änglarna försökte hjälpa dem var därför ett sätt för barnen att understryka att de i första hand hade varit häxornas offer, och "Blåkullas vita änglar" var populär bland vittnesmålen. Platsen kallades ibland Vitkulla. Men domstolarna var aldrig särskilt intresserade av änglarna. Rätten frågade varför änglarna, om de hade försökt hindra dem från att äta av satansmaten, inte försökt hindra dem att göra värre saker, som att ha sex med djävlarna. Den första som nämnde en ängel var troligen Erik Eriksson.[källa behövs]

## Kända personer
Den mest kända visgossen var den så kallade "gävlepojken" – Johan Johansson. Det fanns även flickor som vittnen, även om dessa mer sällan var yrkesvittnen: de mest kända vittnena var Gertrud Svensdotter och Lisbeth Carlsdotter.

## Efterspel
Traditionen med barnvittnen vid häxprocesser levde kvar även efter 1676: även vid Häxprocessen i Södra Ny 1724, Häxprocessen i Ål 1757 och i Blåkullafärderna i Mockfjärd 1858 figurerade barnen i centrum, och 1778, ett år innan häxlagen avskaffades, försökte ett barn, Greta Norström, anklaga en kvinna för detta.